# Bal champêtre
Bal champêtre, op. 303, är en kadrilj av Johann Strauss den yngre. Den spelades första gången den 14 september 1865 i Pavlovsk i Ryssland.

## Historia
Sommarfester med utomhusdans (så kallade "Bal champêtre") var mycket populära i Europa under 1800-talet. Det var också namnet på den kadrilj som Johann Strauss färdigställde av välkända franska sånger. Han komponerade stycket till sin ryska konsertturné 1865 och den spelades första gången den 14 september som ett extranummer vid en konsert i Vauxhall Pavilion i Pavlovsk utanför Sankt Petersburg.

## Om kadriljen
Speltiden är ca 5 minuter och 48 sekunder plus minus några sekunder beroende på dirigentens musikaliska tolkning.

## Weblänkar
- Bal champêtre i Naxos-utgåvan.